# Qin Shi Huang
Qin Shi Huang (kinesisk: 秦始皇, pinyin: Qín Shǐ Huáng, Wade-Giles: Ch'in Shih-huang) (født november-december 260 f.Kr. – død 10. september 210 f.Kr.), personligt navn Zheng, var konge af den kinesiske Qin-stat fra 247 f.Kr. til 221 f.Kr. og derefter den første kejser af det nye forenede Kina fra 221 f.Kr. til 210 f.Kr., hvor han regerede under navnet Den Første Kejser.
Efter at have forenet Kina gennemførte han og hans premierminister, Lǐ Sī, en række omfattende reformer for at cementere foreningen og de igangsatte en række gigantiske bygningsprojekter – hvoraf forgængeren for den kinesiske mur er den mest kendte. På trods af tyranni og den autokratiske styreform anses Qin Shi Huang stadig i dag som grundlæggeren af Kina, og hans forening af Kina eksisterer stadig i dag over 2. årtusinder efter (dog med diverse afbrydelser).
| Foregående: Kong Zhuangxiang | Konge af Qin 247 f.Kr.–221 f.Kr. | Efterfølgende: —          |
| Foregående: —                | Kinas kejser 221 f.Kr.–210 f.Kr. | Efterfølgende: Qin Er Shi |

1. ↑  Navnet er anført på bokmål og stammer fra Wikidata hvor navnet endnu ikke findes på dansk.
2. ↑  Navnet er anført på engelsk og stammer fra Wikidata hvor navnet endnu ikke findes på dansk.
3. ↑  Navnet er anført på Literary Chinese og stammer fra Wikidata hvor navnet endnu ikke findes på dansk.